# Apostolische Nuntiatur im Südsudan
Die Apostolische Nuntiatur im Südsudan wurde im Jahre 2013 von Papst Franziskus errichtet.

## Geschichte
In Folge der am 9. Juli 2011 erlangten staatlichen Unabhängigkeit der Republik Südsudan erklärte der Heilige Stuhl die Absicht, mit dem neuen Staat diplomatische Beziehungen aufzunehmen. Im Vorfeld der Unabhängigkeitserklärung entsandte der Vatikan eine Delegation, die im Namen von Papst Benedikt XVI. dem Land Frieden und Wohlstand wünschen sollte. Im Februar 2013 wurde angekündigt, dass man im Einvernehmen und auf Wunsch beider Staaten (Vatikanstadt und Südsudan) eine Apostolische Nuntiatur und eine südsudanesische Botschaft beim Heiligen Stuhl errichten werde. Die Apostolische Konstitution „Quo firmiores“ wurde am 1. Mai 2013 veröffentlicht, mit ihr errichtete Papst Franziskus die Apostolische Nuntiatur im Südsudan, sie hat ihren Sitz in der südsudanesischen Hauptstadt Juba. Zum ersten Apostolischen Nuntius ernannte Franziskus am 21. Dezember 2013 den Diplomaten Erzbischof Charles Daniel Balvo, der gleichzeitig Apostolischer Nuntius in Kenia war. Seit dem 19. März 2019 ist Erzbischof Hubertus van Megen Apostolischer Nuntius im Südsudan.